# Plocama trichophylla
Plocama trichophylla är en måreväxtart som först beskrevs av Mikhail Grigoríevič Popov, och fick sitt nu gällande namn av Maria Backlund och Mats Thulin. Plocama trichophylla ingår i släktet Plocama och familjen måreväxter. Inga underarter finns listade i Catalogue of Life.